# 巴吉爾米蘇丹國
巴吉爾米蘇丹國或巴吉爾米王國（法語：Royaume du Baguirmi）是一個位於非洲中部、乍得湖東南的伊斯蘭蘇丹國，於1480年或1522年建立，直到1897年成為法國保護國為止。其首都位於馬塞尼亞，靠近沙里河，臨近現代喀麥隆的邊界。國王的頭銜為「姆班」。

## 歷史

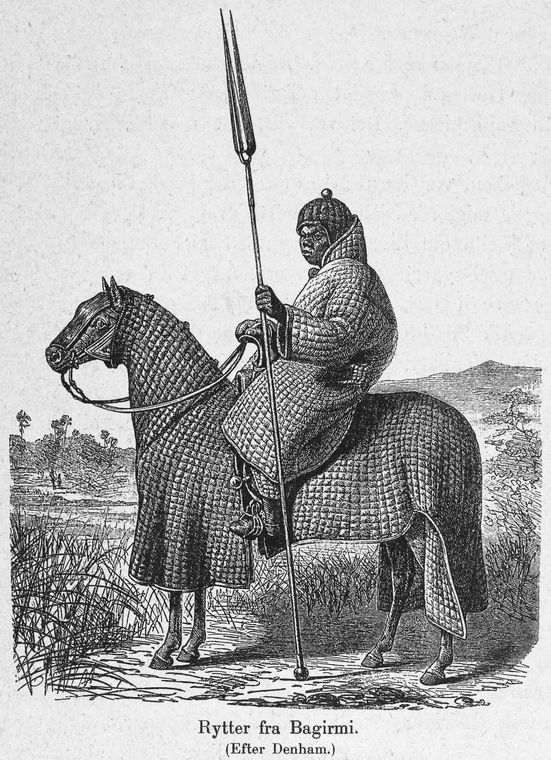
"來自巴吉爾米的騎士"，由迪克森·德納姆繪製，1823年。

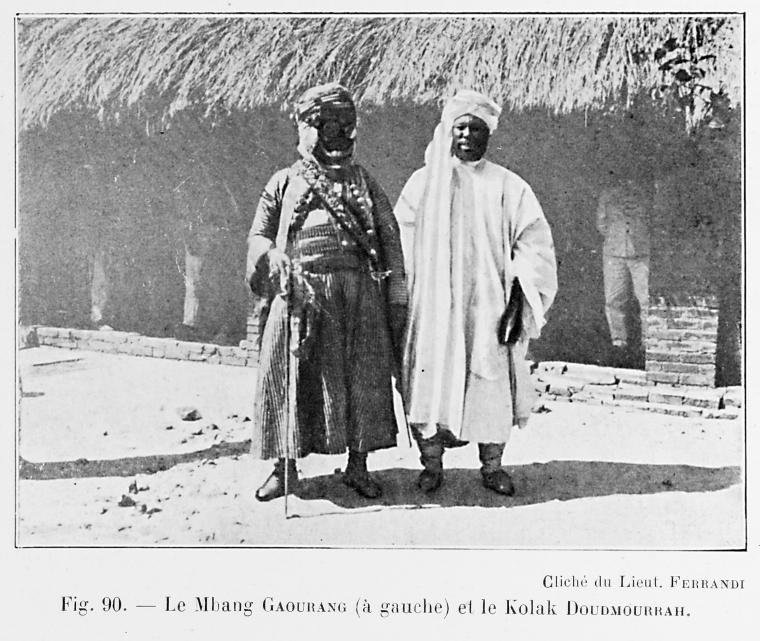
姆班 阿卜杜勒·拉赫曼·高朗加（左），約1918年。

巴吉爾米人傳承了一個傳統，認為他們來自遙遠的東方， 這一說法得到了語言學的支持，因為他們的語言與白尼羅河的各部族相似。 巴吉爾米王國的建立時間和創建者並不完全清楚：有些國王名單追溯到1480年，當時據說是由姆班阿卜杜勒·馬哈茂德·貝格利建立，而另一些則認為是由姆班比爾尼·貝塞創立，據說他在1522年建立了王國。 他似乎驅逐了早期的比拉拉人， 同時也開始在國家首都馬塞尼亞建造宮殿。 第四任國王阿卜杜拉（1568–1608年）接受了伊斯蘭教，並將國家轉變為蘇丹國，使國家得以將其權力延伸至該地區許多傳統信仰部落， 包括該地區的薩拉族、加貝里族、索姆萊族、古拉族、恩杜卡族、努巴族和索科羅族。 他和他的繼任者繼續使用「姆班」與「蘇丹」兩個頭銜。
沙里河構成了該王國的西部邊界，王國的大部分內陸地區由其支流灌溉。 該地區曾是沙蚤的棲地，這些沙蚤使許多居民遭受沙蚤病肆虐。 巴吉爾米還長期受到乾旱、傳染病、 和內部及外部組織的奴隸劫掠困擾。 在伊德里斯·阿盧馬的統治下，博爾努征服了巴吉爾米。 穆斯林的巴吉爾米人會劫掠他們王國的異教部落，以支付對博爾努的必要貢品。 除了奴隸（包括閹人）之外，巴吉爾米還出口動物皮革、象牙和棉花，並進口銅和貝殼。 與博爾努的貿易是通過商隊進行的，商隊沿著一條穿越撒哈拉沙漠北上至的黎波里（利比亞海岸）進行。 在姆班穆罕默德·阿爾-阿敏（1751–1785年）的統治下，巴吉爾米再次獨立，儘管它仍保留了朝貢的地位。
隨著歐洲探險家迪克森·德納姆（1823年）、海因里希·巴爾特（1852年）、古斯塔夫·納赫蒂加爾（1872年）以及佩萊格里諾·馬泰烏奇和阿方索·瑪麗亞·馬薩里（1881年）等人的造訪，巴吉爾米地區開始引起歐洲國家的關注。
約在1890年，拉巴赫·祖拜爾征服了巴吉爾米，拉巴赫的軍隊於1893年燒毀了馬塞尼亞後，第25任蘇丹阿卜杜勒·拉赫曼·高朗將只能將首都遷至切克納。 而這個時代，在爭奪非洲的過程中，法國希望將其在非洲的領土連接起來，並計劃建設達喀爾至吉布提的鐵路，法國這時開始探索查德湖周邊的國家，拉巴赫殺害了首個進入該地區的法國遠征隊領袖保羅·克蘭佩爾，法國第一次的遠征以失敗告終。為了使後續的探險任務更加順利，法國派遣埃米爾·尚蒂於1897年跟巴吉爾米蘇丹簽訂了條約，使巴吉爾米成為法國的保護國。 隨後，法國在蘇丹的野心因法紹達事件而受到阻礙，對巴吉爾米的統治直到拉巴赫及其子嗣於1901年去世後才得到鞏固。 法國在洛貢河和沙里河交匯處的拉密堡及位於沙里河中游的科因泰堡周圍建立了城鎮。 1903年，該區人口估計為100,000人，到了第一次世界大戰時，大部分貿易通過蘇丹的喀土穆與瓦達伊王國及尼日利亞的約拉在貝努埃河一帶進行。

## 遺產
巴吉爾米語今天仍然有人使用，據1993年統計有44,761位使用者，主要分佈在沙里-巴吉爾米區。該帝國如今以非正式的形式存在於巴吉爾米省，首都設在馬塞尼亞。其統治者繼續使用頭銜「姆班」。

## 另見
- 巴吉爾米統治者
- 查德歷史
- 巴吉爾米人

## 延伸閱讀
- Lebeuf, Annie M.D., , , 38, No. 3: 437–443, 1978 （法语）
- N'Gare, Ahmed, ,  ( 11): 27–31, 1997 （法语）
- , , 華盛頓: Library of Congress,   [2024-12-12], （原始内容存档于1999-01-17）.